# Sân bay Pohang
Sân bay Pohang là sân bay ở Pohang, Hàn Quốc (IATA: KPO, ICAO: RKTH). Năm 2006, sân bay này đã phục vụ 347.180 lượt khách. Lưu trữ ngày 29 tháng 9 năm 2007 tại Wayback Machine

## Các hãng hàng không và các tuyến điểm
- Air Pohang (Jeju, Seoul-Gimpo)
- Korean Air (Seoul-Gimpo)